# Valpaços
Valpaços este un oraș în Districtul Vila Real, Portugalia.

## Personalități născute aici
- Maria da Assunção Esteves (n. 1956), europarlamentar.